# Gerald Legge (9e comte de Dartmouth)
Gerald Humphry Legge (26 avril 1924 - 14 décembre 1997), 9e comte de Dartmouth (en), est un homme d'affaires et homme politique britannique.

## Biographie
Fils d'Humphry Legge (8e comte de Dartmouth) (en), il succède à son père dans le titre de comte de Dartmouth (en) et à la Chambre des lords en 1962.
Marié à Raine McCorquodale (en), fille de Barbara Cartland et remariée au comte Edward Spencer, il est le père de William Legge (10e comte de Dartmouth) et le beau-père d'Alessandro Paternò Castello, 13e duc di Carcaci.

## Sources
- (en) Cet article est partiellement ou en totalité issu de l’article de Wikipédia en anglais intitulé « Gerald Legge, 9th Earl of Dartmouth » (voir la liste des auteurs).